# サーカス (ブリトニー・スピアーズのアルバム)
『サーカス』（Circus）は、ブリトニー・スピアーズの6作目のオリジナルアルバムである。北米で2008年11月28日にリリースされた。

## 解説
ブリトニーの27歳の誕生日に発売された本作は、ダークな作風の前作『ブラックアウト』からより明るい音楽性を目指して制作された。
アメリカでは初週に50万枚以上の売り上げを記録し、初登場1位を記録。
「レーダー」は前作『ブラックアウト』収録曲の再収録であり、当アルバムからの4枚目のシングルとしてもリリースされた。元々前作から4枚目のシングルとしてシングルカットされる計画だったものの、本作の制作に集中するためキャンセルされたという経緯があった。

## トラックリスト
1. ウーマナイザー - Womanizer
2. サーカス - Circus
3. アウト・フロム・アンダー - Out From Under
4. キル・ザ・ライツ - Kill the Lights
5. シャッタード・グラス - Shattered Glass
6. イフ・ユー・シーク・エイミー - If U Seek Amy
7. アンユージュアル・ユー - Unusual You
8. ブラー - Blur
9. ムムム・パピー - Mmm Papi
10. マネキン - Mannequin
11. レース・アンド・レザー - Lace and Leather
12. マイ・ベイビー - My Baby
13. レーダー - Radar

日本盤ボーナストラック
1. アムニージア - Amnesia

ドイツ/メキシコ盤　ボーナストラック
1. ロックボーイ - Rock Boy

デラックス・エディション ボーナストラック
1. ロック・ミー・イン -Rock Me In
2. フォノグラフィー -Phonography

ヨーロッパ盤　ボーナストラック
1. クイックサンド - Quicksand

フランス盤　ボーナストラック
1. トラブル -Trouble